# Ostasiatischer Blaustern
Der Ostasiatische Blaustern (Barnardia japonica (Thunb.) Schult. & Schult. f., Syn.: Scilla scilloides (Lindl.) Druce) ist eine Pflanzenart aus der Gattung der Barnardia. Sie ist in Asien heimisch.

## Beschreibung

### Vegetative Merkmale
Der Ostasiatische Blaustern ist eine ausdauernde, krautige Pflanze, die Wuchshöhen von 15 bis 40 Zentimeter erreicht. Dieser Geophyt bildet Zwiebeln als Überdauerungsorgane aus. Die einfachen Laubblätter sind 15 bis 25 Zentimeter lang und 0,4 bis 0,7 Zentimeter breit und mit dem Stängel entwickelt. 

### Generative Merkmale
Der traubige Blütenstand ist 20- bis 80-blütig und entspringt neben der Blattrosette. Die Deckblätter sind 1 bis 2 Millimeter lang. Die sechs gleichgestaltigen, ausgebreiteten, rosafarbenen Blütenhüllblätter sind 2 bis 4 Millimeter lang. Es sind sechs Staubblätter vorhanden. Es wird eine Kapselfrucht gebildet.
Die Blütezeit reicht von August bis September.
Die Chromosomenzahl beträgt 2n = 16, 18, 26, 27, 34, 35, 36, 43, 51 oder 68.

## Vorkommen
Das natürliche Verbreitungsgebiet umfasst Süd-, Mittel- und Nordchina, Korea, Ussuri, Japan und Taiwan. Dort wächst diese Pflanzenart auf steinigen und sandigen Hängen, Dünen und Überschwemmungswiesen. Im Süden des Verbreitungsgebietes ist sie bis auf Höhenlagen von 3000 Metern zu finden.

## Nutzung
Blätter und Wurzeln sind essbar. Die Zwiebeln werden medizinisch genutzt.
Diese Art wird selten als Zierpflanze in Rabatten und Staudenbeeten genutzt. 